# Leptobotia
Leptobotia é um género de peixe actinopterígeo da família Cobitidae.
Este género contém as seguintes espécies:
- Leptobotia bellacauda Bohlen & Šlechtová, 2016
- Leptobotia brachycephala Guo & Zhang, 2021
- Leptobotia elongata (Bleeker, 1870)
- Leptobotia flavolineata Wang, 1981
- Leptobotia guilinensis Chen, 1980
- Leptobotia hengyangensis Huang & Zhang, 1986
- Leptobotia micra Bohlen & Slechtová, 2017
- Leptobotia microphthalma Fu & Ye, 1983
- Leptobotia orientalis Xu, Fang & Wang, 1981
- Leptobotia pellegrini Fang, 1936
- Leptobotia posterodorsalis Lan & Chen, 1992
- Leptobotia punctata Li, Li & Chen, 2008
- Leptobotia rubrilabris (Dabry de Thiersant, 1872)
- Leptobotia taeniops (Sauvage, 1878)
- Leptobotia tchangi Fang, 1936
- Leptobotia tientainensis (Wu, 1930)